# 阿里奥德
阿里奥德（拉丁語：Arioald；?—636年）是伦巴第王国国王（公元626年-636年在位）。

## 生平
阿里奥德是伦巴第贵族，早年曾任都灵公爵，并娶了国王阿达罗尔德的姐姐、狄奥多琳达与阿吉洛夫之女贡德贝加为妻。公元626年，阿达罗尔德因精神失常被贵族推翻，摄政王后狄奥多琳达也一同被罢黜，贵族们随后拥立阿里奥德为王。
我们对阿里奥德的生平知之甚少，当时的编年史也几乎没有留下关于他的详细记载。相传，其妻贡德贝加曾与弗留利公爵塔索密谋推翻他，败露后被幽禁在洛梅洛长达三年，最终在法兰克国王克洛泰尔二世的介入下才得以获释。
与他的妻子及前任君主不同，阿里奥德是首位被史料一致记载为阿里烏教派的伦巴第国王。有些历史学者认为他推翻阿达罗尔德的行为是信奉异端的伦巴第贵族对狄奥多琳达天主教政策的反动，但阿里奥德也延续了一贯的宗教宽容政策，他热情的接待了爱尔兰僧侣聖高隆邦并准许他的博比奥修道院独立运作而不受干预。
在位12年后，阿里奥德于636年逝世，其王位由布雷西亚公爵罗萨里继承。据弗雷德加编年史记载，其遗孀贡德贝加提出只要罗塔里休妻并迎娶自己，她就支持其登基。罗塔里表面答应，但在即位后立即反悔，将贡德贝加幽禁五年后才与之结婚。